# Reka (Kladovo)
Pour les articles homonymes, voir Reka.
Reka (en serbe cyrillique : Река) est un village de Serbie situé dans la municipalité de Kladovo, district de Bor. Au recensement de 2011, il comptait 189 habitants.

## Démographie

### Évolution historique de la population
| 1948 | 1953 | 1961 | 1971 | 1981 | 1991 | 2002 | 2011 |
| ---- | ---- | ---- | ---- | ---- | ---- | ---- | ---- |
| 609  | 643  | 694  | 603  | 529  | 438  | 278  | 189  |

|  |